# Juan Carlos Campo
Juan Carlos Campos Moreno (Osuna, 17 ottobre 1961) è un giudice e politico spagnolo.

## Biografia
Juan Carlos Campo è nato nella città sivigliana di Osuna il 17 ottobre 1961. Laureato in giurisprudenza presso l'Università di Cadice, ha iniziato la carriera giudiziaria nel 1987. È diventato magistrato nel 1989. Dal 1997 è docente presso lo stesso ateneo.
Alle elezioni generali del 2015, è stato candidato nella lista del PSOE nel collegio elettorale di Cadice ed è stato eletto deputato. È stato rieletto alle elezioni generali del 2019.
Come parlamentare, Campo ha fatto parte delle commissioni costituzionali, interne e di giustizia, nella legislatura XI, XII e XIII, essendo anche portavoce del gruppo socialista in quest'ultima e membro supplente della delegazione permanente, nonché primo vicepresidente della Commissione per la qualità democratica, contro la corruzione e per le riforme istituzionali e giuridiche, secondo vicepresidente della Commissione per le indagini sull'esecuzione del ministro Jorge Fernández Díaz, membro della Commissione di monitoraggio e valutazione degli accordi del patto di Stato contro la violenza di genere, membro della Commissione per lo studio del modello di polizia del XXI secolo e membro della sottocommissione sullo studio e la definizione della strategia nazionale di giustizia nella XII legislatura. Inoltre, nella XII legislatura è stato relatore di numerosi progetti legislativi.
Il 13 gennaio 2020 è stato nominato Ministro della Giustizia nel Governo Sánchez II.